# Berg-Hemlocktanne Käthe-Kollwitz-Ufer 91
Die Berg-Hemlocktanne Käthe-Kollwitz-Ufer 91 ist ein als Einzelbaum ausgewiesenes Naturdenkmal (ND 36) im Dresdner Stadtteil Blasewitz.

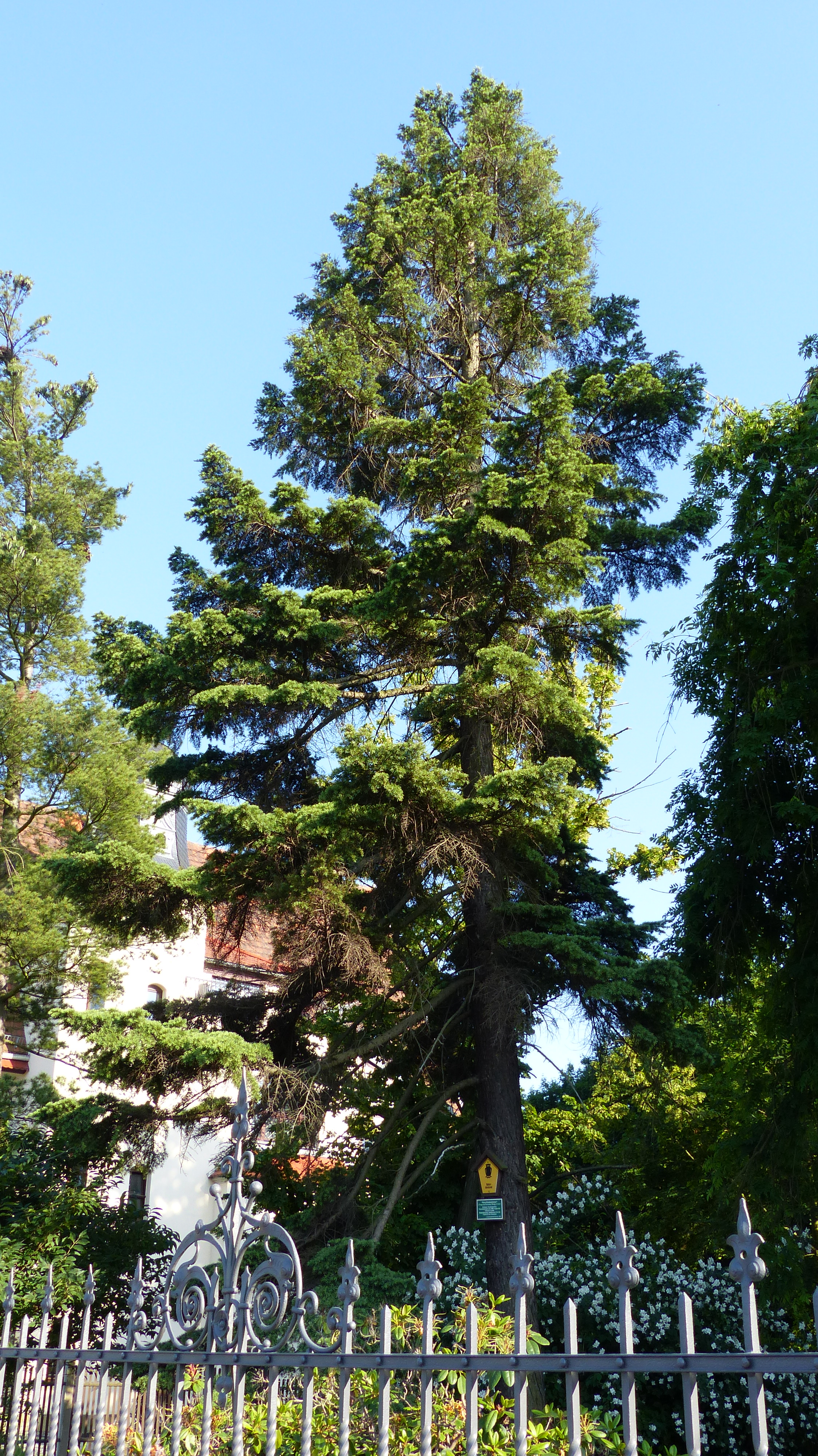
Berg-Hemlocktanne Käthe-Kollwitz-Ufer 91

Mit einer Höhe von etwa 12 Metern, einem Kronendurchmesser von etwa 4 Metern sowie einem Stammumfang von 1 Metern belegt dieses, „wegen der seltenen Größe“ geschützte Exemplar der Berg-Hemlocktannen (Tsuga mertensiana) den langsamen Wuchs dieser Art.

## Geschichte

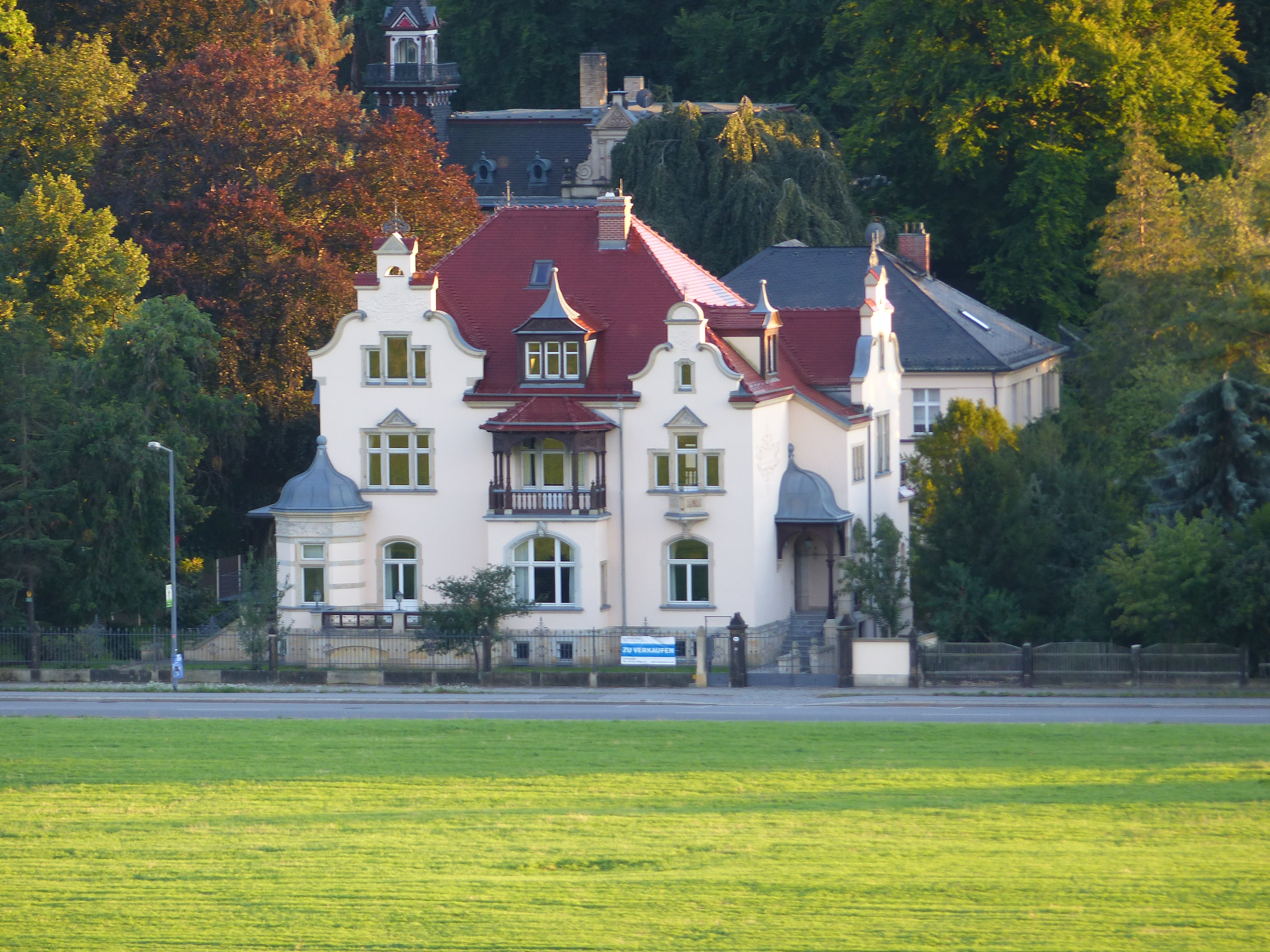
Berg-Hemlocktanne am linken Bildrand nebst Villa Friederike, Käthe-Kollwitz-Ufer 91

Der Baum steht im Vorgarten links von der um 1898 erbauten Villa Friederike am Käthe-Kollwitz-Ufer 91 (vor der Eingemeindung Hochuferstraße 20). In einer städtischen Veröffentlichung aus dem Jahr 2008 wurde sie auf ca. 80 Jahre geschätzt, was einer Pflanzzeit in den 1920ern entsprechen würde.
Am 3. Januar 1985 fasste der Rat der Stadt Dresden einen Beschluss zur Unterschutzstellung von Naturdenkmalen. Im damaligen Stadtbezirk Dresden-Ost betraf dies neben dieser Berg-Hemlocktanne noch die Blutbuche Naumannstraße 3 und die beiden Stieleichen Hüblerstraße. Der Schutzbereich erstreckt sich auf mindestens 8 Meter im Umkreis des Stammes.